# Liste der Mitglieder der Deutschen Akademie der Naturforscher Leopoldina/1929
Die Liste der Mitglieder der Deutschen Akademie der Naturforscher Leopoldina für 1929 listet alle Personen, die im Jahr 1929 zum Mitglied berufen wurden. Insgesamt gab es sechs neu gewählte Mitglieder.

## Neu gewählte Mitglieder
| Nr. 1 | Name                | Beiname 1 | Geboren       | Aufnahme 1 | Gestorben     | Sektion                                      | Bild           | Datenbank           |
| ----- | ------------------- | --------- | ------------- | ---------- | ------------- | -------------------------------------------- | -------------- | ------------------- |
|       | Alfred Hauptmann    |           | 29. Aug. 1881 |            | 5. Apr. 1948  | Psychiatrie, Med. Psychologie und Neurologie |                | Alfred Hauptmann    |
|       | Ernst Hertel        |           | 19. März 1870 |            | 10. März 1943 | Ophthalmologie                               |                | Ernst Hertel        |
|       | Ludger Mintrop      |           | 18. Juli 1880 |            | 1. Jan. 1956  | Geophysik und Meteorologie                   | Ludger Mintrop | Ludger Mintrop      |
|       | Arthur Weber        |           | 3. Aug. 1879  |            | 7. Juni 1975  | Innere Medizin                               | Arthur Weber   | Arthur Weber        |
|       | Karl Wessely        |           | 6. Apr. 1874  |            | 25. Feb. 1953 | Innere Medizin                               | Karl Wessely   | Karl Wessely        |
|       | Robert von Ostertag |           | 24. März 1864 |            | 7. Okt. 1940  | Veterinärmedizin                             |                | Robert von Ostertag |